# Сан-Манго-Пьемонте
Сан-Манго-Пьемонте (итал. San Mango Piemonte) — коммуна в Италии, располагается в регионе Кампания, в провинции Салерно.
Население составляет 2164 человека, плотность населения составляет 433 чел./км². Занимает площадь 5 км². Почтовый индекс — 84090. Телефонный код — 089.
Покровителем коммуны почитается святой Магн из Ананьи. Праздник ежегодно празднуется 19 августа.